# Olli Hiidensalo
Olli Hiidensalo, né le 2 février 1991 à Nummi-Pusula, est un biathlète et fondeur Finlandais.

## Carrière
Il est actif en compétition internationale de biathlon à partir de 2010. Il est appelé pour sa première course en Coupe du monde au début de l'hiver 2013-2014, l'individuel d'Östersund, qui aboutit à une 29e place, lui apportant directement ses premiers points. En 2015, il est présent pour les Championnats du monde de Kontiolahti en Finlande, avec une neuvième place au relais mixte comme meilleur résultat. En 2016, il gagne son premier titre international aux Championnats du monde de biathlon d'été à Otepää sur le relais mixte avec Mari Eder, Kaisa Makarainen et Tuomas Grönman.
Il participe aux Jeux olympiques d'hiver de 2018, où il est 19e du sprint en ouverture, ce qui est son meilleur résultat dans l'élite. Il est aussi 35e de la poursuite, 73e de l'individuel et 6e du relais mixte.
En fin d'année 2020, il améliore son meilleur résultat individuel avec une 18e au sprint d'Hochfilzen.
En parallèle, il prend part à quelques épreuves internationales de ski de fond (depuis 2008), participant à une course dans la Coupe du monde en février 2016 à Lahti.
En 2022, il participe à sa deuxième olympiade, à Pékin, et progresse dans la hiérarchie mondiale, disputant notamment sa première mass-start en janvier à Antholz (16e).
Il effectue sa meilleure saison de Coupe du monde en 2022-2023, terminant l'exercice à la trentième place du classement général.
Le 19 février 2025 aux championnats du monde à Lenzerheide, il signe la meilleure performance de sa carrière. Il est l'un des deux seuls biathlètes à réaliser le 20/20 au tir lors de l'individuel, ce qui lui permet de finir au pied du podium, 4e, à moins de seize secondes de la médaille de bronze.

## Palmarès

### Jeux olympiques
| Édition / Épreuve | Individuel | Sprint | Poursuite | Mass start | Relais | Relais mixte |
| ----------------- | ---------- | ------ | --------- | ---------- | ------ | ------------ |
| PyeongChang 2018  | 73e        | 19e    | 35e       | —          | —      | 6e           |
| Pékin 2022        | 74e        | 38e    | 52e       | —          | 17e    | 11e          |

Légende :
- — : non disputée par Hiidensalo

### Championnats du monde
| Édition / Épreuve       | Individuel | Sprint | Poursuite | Mass start | Relais | Relais mixte | Relais mixte simple              |
| ----------------------- | ---------- | ------ | --------- | ---------- | ------ | ------------ | -------------------------------- |
| Kontiolahti 2015        | 64e        | 85e    | —         | —          | 13e    | 9e           | Épreuve inexistante à cette date |
| Oslo 2016               | 85e        | 55e    | 51e       | —          | 19e    | 18e          | Épreuve inexistante à cette date |
| Hochfilzen 2017         | 49e        | 48e    | 36e       | —          | 20e    | 10e          | Épreuve inexistante à cette date |
| Östersund 2019          | 62e        | 25e    | 47e       | —          | 17e    | 10e          | —                                |
| Antholz-Anterselva 2020 | 66e        | 55e    | 58e       | —          | 26e    | 9e           | —                                |
| Pokljuka 2021           | 94e        | 28e    | 51e       | —          | 19e    | —            | —                                |
| Oberhof 2023            | 31e        | 30e    | 50e       | —          | 10e    | 11e          | 10e                              |
| Nove Mesto 2024         | 59e        | 61e    | —         | —          | 8e     | —            | —                                |
| Lenzerheide 2025        | 4e         | 31e    | 38e       | 29e        | 10e    | 9e           | —                                |

Légende :
- — : non disputée par Hiidensalo
- : pas d'épreuve

### Coupe du monde
- Meilleur classement général : 30e en 2023.
- Meilleur résultat individuel : 4e.

#### Classements en Coupe du monde
| Saison    | Classement général final | Individuel | Sprint | Poursuite | Mass start |
| 2013-2014 | 87e                      | 41e        | nc     | nc        |            |
| 2014-2015 | nc                       | nc         | nc     | nc        |            |
| 2015-2016 | nc                       | nc         | nc     | nc        |            |
| 2016-2017 | 88e                      | nc         | 88e    | 71e       |            |
| 2017-2018 | 83e                      | 49e        | 88e    | 75e       |            |
| 2018-2019 | 63e                      | nc         | 61e    | 57e       |            |
| 2019-2020 | nc                       | nc         | nc     | nc        |            |
| 2020-2021 | 63e                      | nc         | 51e    | 72e       |            |
| 2021-2022 | 38e                      | 31e        | 44e    | 55e       | 33e        |
| 2022-2023 | 30e                      | 23e        | 33e    | 27e       | 40e        |
| 2023-2024 | 75e                      | 49e        | nc     |           |            |

### Championnats du monde de biathlon d'été
- Médaille d'or du relais mixte en 2016.